# Hernández-Manby House
La Hernández-Manby House est une maison américaine située à Taos, dans le comté de Taos, au Nouveau-Mexique. Agrémentée d'une architecture Pueblo Revival, elle accueille le Taos Center for the Arts. Elle est inscrite au New Mexico State Register of Cultural Properties depuis le 25 janvier 1980.